# Defuncions del febrer de 2016
A continuació hi ha una llista de defuncions notables del gener de 2016.
Les entrades per a cada dia, es mostren alfabèticament per cognom. Una entrada típica llista informació en la següent seqüència:
- Nom, edat, país d'origen i la raó de la notabilitat, causa establerta de la mort, referència.

## 1

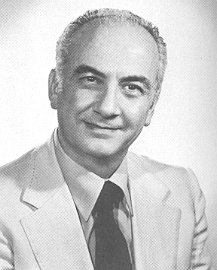
Stefano Servadei.

- Israr Ali (88), jugador de cricket pakistanès (n. 1927).[1]
- Ali Beratlıgil (84), jugador i entrenador turc (n. 1931).[2]
- Francis Buckley (94), executiu de negocis canadenc (n. 1921).[3]
- Jon Bunch (45), músic de rock nord-americà (n. 1970).[4]
- Claudio Canavarros (21), futbolista brasiler.[5]
- Tito Caycho, músic cubà de cúmbies peruanes.[6]
- Orlando Fundora López (89), polític i funcionari públic cubà.[7]
- Cheo González, cantant veneçolà; assassinat.[8]
- Murray Louis (89), ballarí de dansa moderna i coreògraf nord-americà (n. 1926).[9]
- Kelly McGarry (33), ciclista de muntanya neozelandès (n. 1982).[10]
- Óscar Humberto Mejía Víctores (85), militar i genocida guatemalenc, dictador entre 1983 i 1986 (n. 1930).[11]
- Félix Morales Fernández (65), polític espanyol.[12]
- Tom Mutters (99), fundador d'entrenament de vida neerlandès (n. 1917).[13]
- Francisco Javier Narro (63), metge espanyol; mort sobtada.[14]
- Francis Ormsby-Gore, 6è Baron d'Harlech (61), parell britànic, membre de la Cambra dels Lords entre 1985 i 1999 (n. 1954).[15]
- Paul Pholeros (62), arquitecte australià (n. 1953).[16]
- Jesús Pinzón Urrea (87), músic i compositor colombià (n. 1928).[17]
- Bernard Piras (73), polític francès, membre del Senat de Droma entre 1996 i 2014, alcalde de Bourg-lès-Valence des de 2001 a 2014; càncer (n. 1942).[18]
- Tom Pugh (78), jugador de criquet britànic (n. 1937).[19]
- Kunigal Ramanath (83), actor indi.[20]
- Pascual Rebolledo Cárdenas (55), àrbitre de futbol mexicà.[21]
- Jim Reeves (47), model, cantant i presentador de televisió alemany.[22]
- Thomas Tigue (70), polític nord-americà, membre de la Cambra de Representants de Pennsilvània entre 1981 i 2006; càncer de pulmó (n. 1945).[23]
- Stefano Servadei (93), polític italià (n. 1923).[24]
- Alberto Simeone (72), polític i advocat italià (n. 1943).[25]
- Tadeusz Szantruczek (84), teòric de la música i crític polonès (n. 1931).[26]
- Dušan Velkaverh (72), lletrista eslovè (n. 1943).[27]
- Peter Whiteley (95), militar britànic (n. 1920).[28]
- Li Xiuren (94), polític xinès (n. 1921).[29]
- Helmut Zyla (63), futbolista alemany (n. 1952).[30]

## 2
- Ernesto Bronzetti (69), agent italià de futbolistes.[31]
- Jibri Bryan (23), jugador de bàsquet universitari nord-americà; tret.[32]
- Seth Cardew (81), alfarer britànic (n. 1934).[33]
- Regino Delgado (59), futbolista cubà; infart.[34]
- Bob Elliott (92), comediant i actor nord-americà; càncer de gola (n. 1923).[35]
- Manuel Florentino Fresno Forcelledo (70), metge i catedràtic espanyol.[36]
- Dag Gundersen (88), lingüista i lexicògraf noruec (n. 1928).[37]
- Intizar Hussain (92), escriptor pakistanès (n. 1923).[38]
- Srđan Kalember (87), jugador i entrenador de bàsquet iugoslau-bosnià.[39]
- Rebecca Masika Katsuva (49), activista congolesa dels drets de la dona (n. 1966).[40]
- Chris Kenny (78), entrenador de boxa neozelandès.[41]
- Éric Kristy (64), novel·lista i guionista francès (n. 1951).[42]
- Luiz Felipe Lampreia (74), sociòleg i diplomàtic brasiler, ministre de Relacions Exteriors entre 1995 i 2001; parada cardíaca (n. 1941).[43]
- Aldo Bufi Landi (92), actor italià (n. 1923).[44]
- Federico Abundio Maldonado Gularte (92), polític, diplomàtic i militar guatemalenc.[45]
- José Luis y su guitarra (79), cantant i actor espanyol (n. 1936).[46]
- Nadine Markova, fotògrafa i cinematògrafa nord-americana.[47]
- Latifa Muza Simón (67), política mexicana; infart al miocardi.[48]
- Alexandr Oréjov (16), jugador rus d'hoquei; complicacions d'impacte de disc en el coll.[49]
- Amilar Pinto de Lima (84), polític brasiler (n. 1931).[50]
- Susana Romero (85), actriu argentina (n. 1930).[51]
- Harold Rose (86), geògraf nord-americà.[52]
- Juan Carlos Serrán (62), actor argentí nacionalitzat mexicà, sèpsia.[53]
- Dieter Spethmann (89), director d'indústria alemanya (n. 1926).[54]
- Manuel Tenenbaum (81), historiador uruguaià (n. 1934).[55]
- Marcus Turner (59), cantant i presentador de televisió neozelandès (n. 1956).[56]

## 3

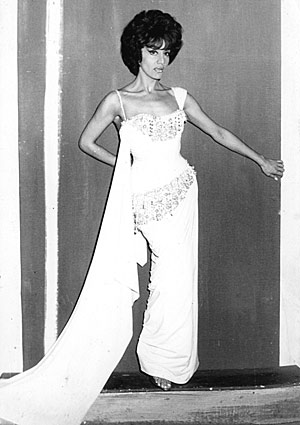
Alba Solís.

- Joe Alaskey (63) actor nord-americà, caracteritzacions de veu per a personatges de Looney Tunes; càncer (n. 1952).[57]
- Jack Elrod (91), dibuixant nord-americà.[58]
- Mark Farren (33), futbolista irlandès.[59]
- Richie Giachetti (76), entrenador de boxa nord-americana.[60]
- Balram Jakhar (92), polític indi[61]
- Michał Janiszewski (89), polític i oficial de l'exèrcit polonès (n. 1926).[62]
- Brandon Astor Jones (72), criminal nord-americà; execució per injecció letal.[63]
- Big Kap (45), DJ de hip-hop nord-americà; atac al cor.[64]
- József Kasza (70), polític serbi (n. 1945).[65]
- Brad Kent, músic canadenc; complicacions de la pneumònia.[66]
- Óscar Lebel (90), militar i escriptor uruguaià (n. 1925).[67]
- Suat Mamat (85), futbolista turc (n. 1930).[68]
- Pedro José Millán (43), polític espanyol.[69]
- KS Paripoornan (83), jutge indi; fallada multiorgànica[70]
- José Serafín Pena Souto, polític espanyol (n. 1928).[71]
- Valery Postnikov (70), jugador i entrenador d'hoquei sobre gel rus (n. 1945).[72]
- Jorge Riestra (90), escriptor argentí (n. 1926).[73]
- John P. Riley, Jr. (95), jugador i entrenador d'hoquei sobre gel nord-americà (n. 1920).[74]
- Dunia Saldívar (73), actriu mexicana; emfisema pulmonar (n. 1942).[75]
- Manfred Scheuch (86), periodista i escriptor austríac (n. 1929).[76]
- Edith Skom (86), novel·lista nord-americà (n. 1929).[77]
- Alba Solís (88), cantant, actriu i vedette argentina (n. 1927).[78]
- Saulius Sondeckis (87), violinista lituà (n. 1928).[79]
- Mauricio Torres Lazo (43), muralista, pintor, escultor i músic xilè; aturada cardíaca.[80]
- Ri Yong-gil, general de l'exèrcit nord-coreà; executat.[81]
- Alexandra Zavyalova (79), actriu russa; assassinada (n. 1936).[82]

## 4

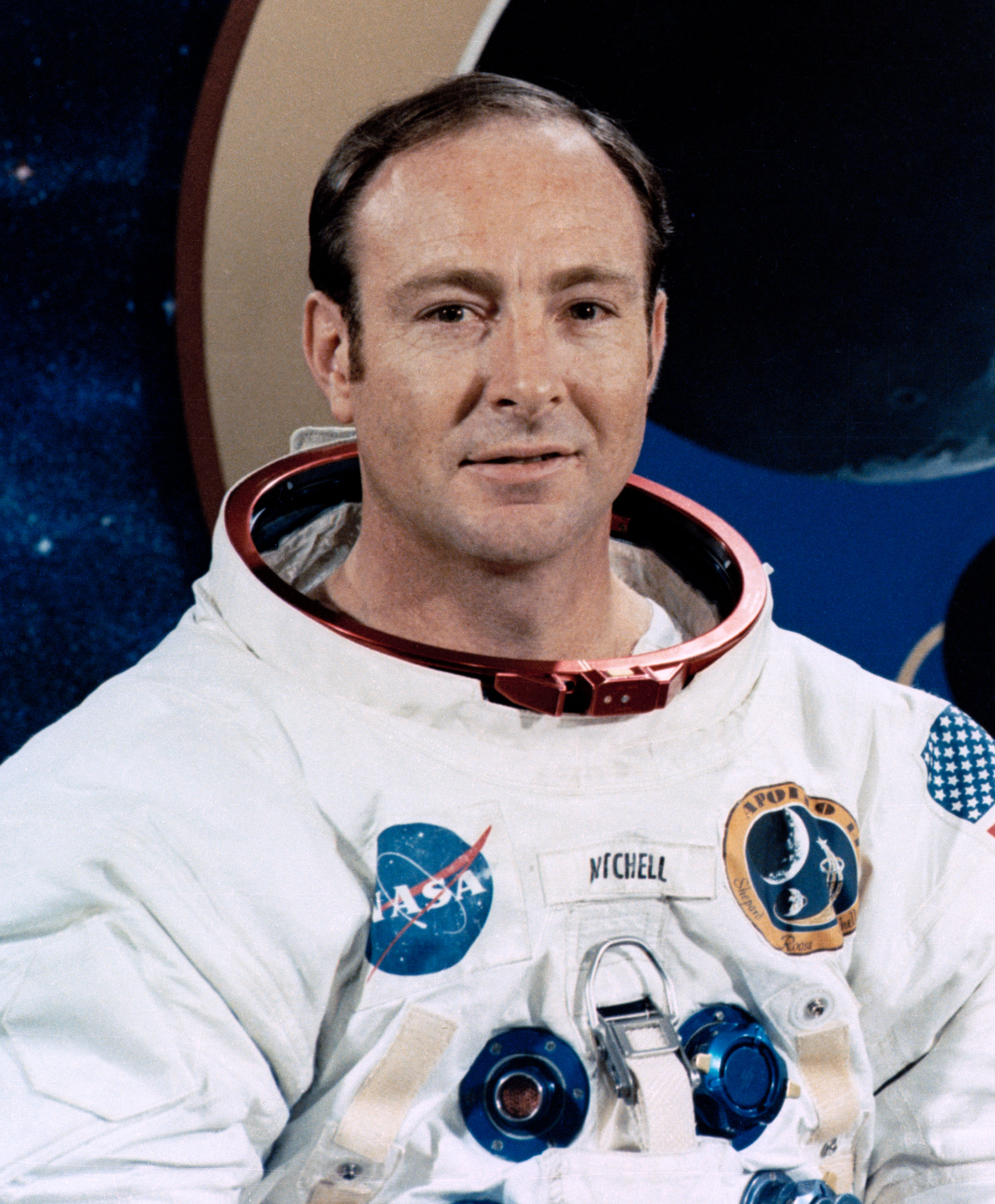
Edgar Mitchell.

- Leslie Bassett (92), compositor nord-americà (n. 1923).[83]
- Ja'ackov Ben-Sira (88), actor i animador israelià.[84]
- José Miguel Cejas (63), escriptor espanyol (n. 1952).[85]
- Marlow Cook (89), polític nord-americà; complicacions d'un atac al cor (n. 1926).[86]
- Joe Dowell (76), cantant de pop nord-americà; atac al cor (n. 1940).[87]
- Ernesto Fernández Blasco (74), cardiòleg espanyol.[88]
- William Gaskill (85), director de teatre britànic (n. 1930).[89]
- Harry Glasgow (76), futbolista escocès (n. 1939).[90]
- Harry Harpham (61), polític britànic; càncer (n. 1954).[91]
- Maria Loley (91), treballadora social austríaca (n. 1924).[92]
- Alexander Maschin (62), futbolista rus (n. 1953).[93]
- Dave Mirra (41), ciclista de BMX nord-americà; suïcidi per arma de foc (n. 1974).[94]
- Edgar Mitchell (85), astronauta nord-americà, sisè home a trepitjar la Lluna (n. 1930).[95]
- Jeremy Morse (87), banquer i creador de mots encreuats britànic (n. 1928).[96]
- Miguel Roa (71), director musical espanyol, director del Teatre de la Zarzuela durant 25 anys (n. 1944).[97]
- Axl Rotten (44), lluitador professional nord-americà (n. 1971).[98]
- Gabi Shoshan, cantant i actor israelià (n. 1950).[99]
- Pierre Sineux (54), historiador francès (n. 1961).[100]
- David Sloan (74), futbolista nord-irlandès (n. 1941).[101]
- José María Stella (42), periodista argentí; aturada cardíaca.[102]
- Edgar Whitcomb (98), polític nord-americà, governador d'Indiana entre 1969 i 1973 (n. 1917).[103]
- Maurice White (74), cantant i compositor nord-americà, fundador de Earth, Wind & Fire; malaltia de Parkinson (n. 1941).[104]

## 5
- Lohana Berkins (50), activista LGBT argentina (n. 1965).[105]
- Américo Espinal Hued (89), polític, funcionari públic i periodista dominicà.[106]
- Carlos Gómez Amat (89), acadèmic, assessor, crític i director musical espanyol (n. 1926).[107]
- Katie May (34), model nord-americana de Playboy; vessament cerebral (n. 1981).[108]
- Jhon Jairo Moreno Hernández, presoner colombià, integrant de les FARC; malaltia hepàtica.[109]
- Kontxu Odriozola (70), actriu espanyola, Goenkale; càncer (n. 1945).[110]
- Manuel Royes Bohigas (92), jugador i directiu espanyol d'hoquei.[111]
- Tayeb Saddiki (77), dramaturg marroquí (n. 1939).[112]
- Raphael Schumacher (27), actor italià; asfíxia (n. 1988).[113]
- Héctor Viveros, cantant colombià, vocalista del Grupo Niche en 1979.[114]
- Dragoljub Živojinović (81), historiador serbi (n. 1934).[115]

## 6
- Belén Aguilar (43), executiva espanyola de televisió, sotsdirectora de Sálvame i Deluxe; càncer.[116]
- Jaume Ferran (87), poeta i professor universitari espanyol (n. 1928).[117]
- Daniel Gerson (49), guionista nord-americà; càncer cerebral.[118]
- York Larese (77), jugador i entrenador de bàsquet nord-americà (n. 1938).[119]
- Anisa Makhlouf (86), primera dama siriana entre 1971 i 2000 (n. 1930).[120]
- Eddy Wally (83), cantant belga (n. 1932).[121]

## 7
- César Alejandre, locutor mexicà de ràdio; atur respiratori.[122]
- Luis Roberto Díaz Jiménez, músic mexicà; incendi.[123]
- Dogomar Martínez (86), boxador uruguaià (n. 1929).[124]
- Elvis Ramírez (31), boxador colombià; accident de motocicleta.[125]
- Adolfo Sánchez Rebolledo (73), polític, escriptor i periodista mexicà (n. 1942).[126]
- José Santos Guerra (77), pintor xilè (n. 1938).[127]

## 8

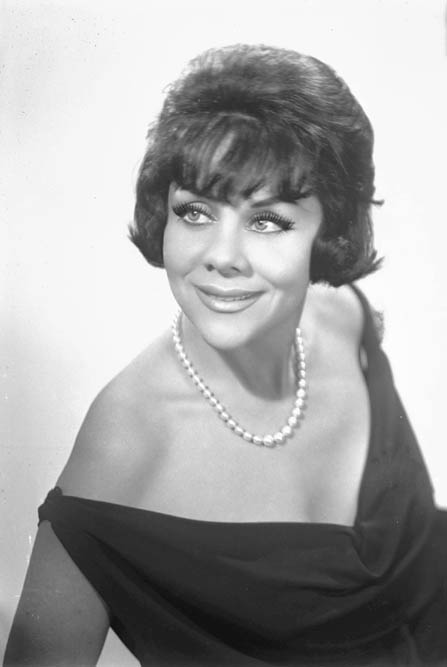
Amelia Bence.

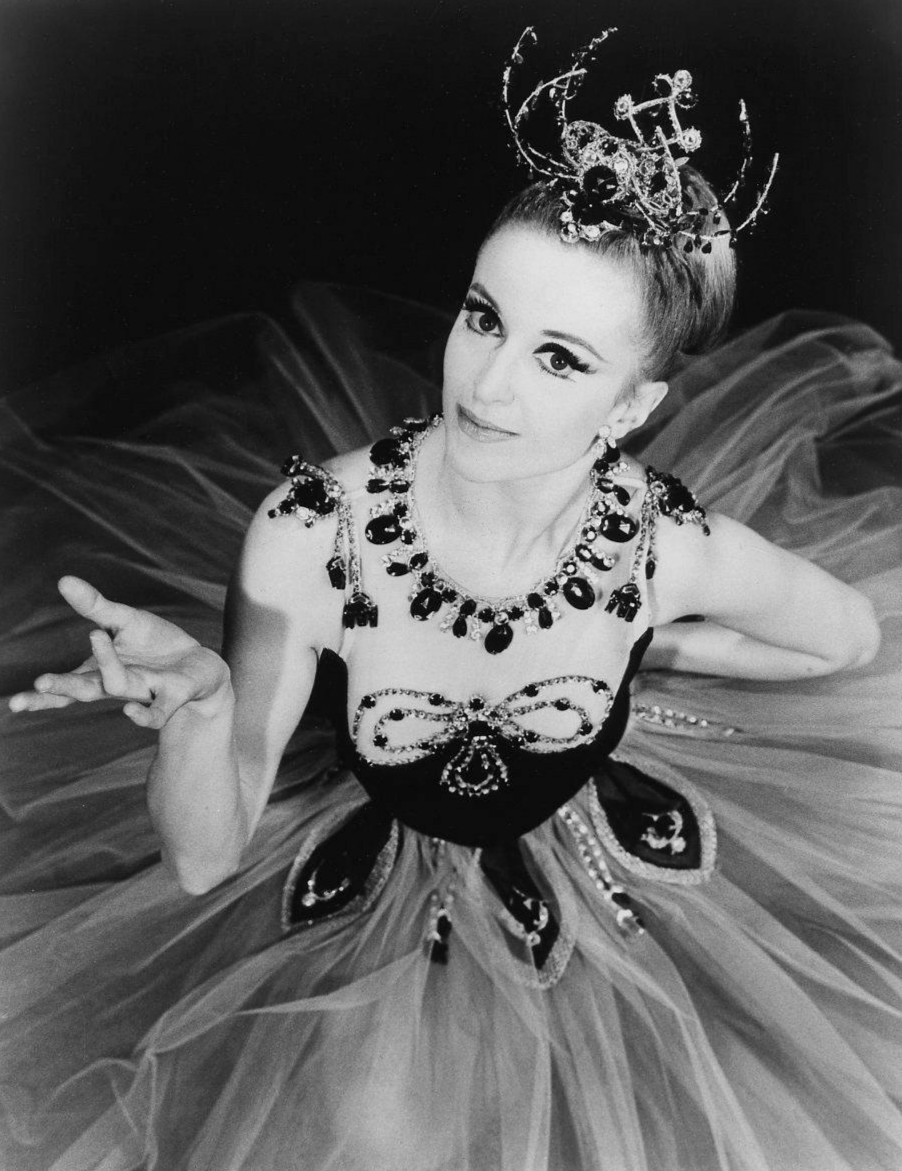
Violette Verdy.

- Sikiru Adesina, actor, director i productor de cinema nigerià.[128]
- Amelia Bence (101), actriu argentina (n. 1914).[129]
- Pablo Enrique Bolaños Scarton, acadèmic veneçolà, rector de la Universitat de Carabobo entre 1976 i 1980.[130]
- Sixto Butten (54), comediant dominicà; aturada cardíaca.[131]
- Alfonso Castro Beiras (71), cardiòleg i acadèmic espanyol; caiguda (n. 1944).[132]
- Hugo Domínguez Nieto, funcionari públic mexicà; estrangulament.[133]
- Margaret Forster (77), escriptora britànica; càncer (n. 1938).[134]
- Manuel Gallardo Lara (79), jugador i entrenador espanyol de futbol i futbol sala.[135]
- Alejandro Nieto Molina (47), periodista i productor radial colombià; infart (n. 1968).[136]
- Juan Parrochia Beguin (85), arquitecte i urbanista xilè (n. 1930).[137]
- Rafael Pérez-Pire (73), enginyer industrial espanyol, president executiu de Puleva entre 1991 i 1994 (n. 1942).[138]
- Luis Ángel Silva (85), cantant mexicà; aturada cardíaca.[139]
- Paula Sueiro (20), cantant espanyola; accident de trànsit.[140]
- Zdravko Tolimir (67), militar serbobosnià (n. 1948).[141]
- Violette Verdy (86), ballarina, coreògrafa, professora i directora francesa (n. 1933).[142]

## 9
- Manuel Feo, funcionari públic espanyol, gerent del Teatre Guiniguada; infart.[143]
- Anabel Flores Salazar, periodista mexicana; assassinada.[144]
- Sushil Koirala (76), polític nepalès, primer ministre de Nepal entre 2014 i 2015; pneumònia (n. 1939).[145]
- Sibghatullah Mojaddedi (89), líder mujahidí afganès, president de l'Estat Islàmic de l'Afganistan en 1992 (n. 1926).[146]
- Graham Moore (74), futbolista gal·lès (n. 1941).[147]
- Tom Singer (67), cronista i periodista esportiu nord-americà.[148]
- Alethea McGrath (95), actriu australiana, coneguda per donar vida a Jocasta Nu a Star Wars (n. 1920).[149]

## 10
- Pedro Confesor (70), futbolista argentí (n. 1945).[150]
- Stan Gheorghiu (66), futbolista romanès (n. 1949).[151]
- Cristián Hernández Larguía (94), director de cor i músic argentí (n. 1921).[152]
- Anatoli Ilín (84), futbolista rus (n. 1931).[153]
- Salomé Olivares (94), ballarina dominicana.[154]
- María Verónica Infant Mendoza (29), advocada i funcionària pública peruana.[155]
- Eliseo Prado (86), futbolista i odontòleg argentí (n. 1929).[156]
- Günter Schröter (88), futbolista i entrenador de futbol alemany (n. 1927).[157]

## 11
- José Agustín Amela Ibáñez, polític, acadèmic i funcionari públic espanyol.[158]
- Renato Bialetti (93), empresari italià, va comercialitzar mundialment la cafetera moka.[159]
- Jung Byung-Tak (74), futbolista i entrenador de futbol sud-coreà (n. 1942).[160]
- Clara Cano Quijada (92), artesana espanyola.[161]
- Omar Cerasuolo (70), locutor radial argentí.[162]
- Germán Froto Madariaga (65), advocat, polític i acadèmic mexicà (n. 1951).[163]
- Thomas Hibbard (86), informàtic i professor argentí-nord-americà (n. 1929).[164]
- Juan Martín Mugica, futbolista i entrenador uruguaià (n. 1943).[165]
- Maximino Michel Suberville (83), empresari francès, director de la cadena de tendes El Port de Liverpool entre 1978 i 2004.[166]
- Félix Moreno Díaz (86), empresari espanyol (n. 1929).[167]
- Bernardino Píriz Borrallo (72), ramader espanyol.[168]
- Alfonso Ramos (82), promotor mexicà de lluita lliure i boxa.[169]
- Kevin Randleman (44), lluitador nord-americà; complicacions en el cor derivades d'una pneumònia (n. 1971).[170]
- Ferenc Rudas (94), futbolista hongarès (n. 1921).[171]
- Eusebio Valderrama (86), ballarí espanyol.[172]
- Zeng Xuelin (86), futbolista xinès d'origen tailandès (n. 1929).[173]

## 12

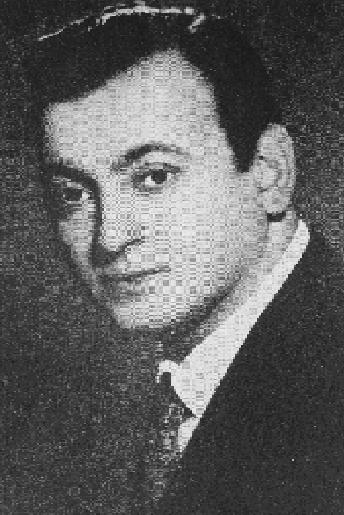
Juan Carlos Godoy.

- José Luis Aya Abaurre, enginyer tècnic agrícola espanyol, conseller d'Abengoa des de 1983.[174]
- Oscar Camilión (86), advocat i diplomàtic argentí, ministre de Defensa entre 1993 i 1996 (n. 1930).[175]
- Dominique D'Onofrio (62), futbolista i entrenador de futbol belga d'origen italià; atac al cor (n. 1953).[176]
- Braulio Manuel Fernández Aguirre (74), polític i empresari mexicà, president municipal de Torreón entre 1982 i 1984; càncer (n. 1941).[177]
- José María Fernández del Viso (79), funcionari públic espanyol, regidor de cultura de l'ajuntament d'Oviedo entre 1991 i 2003 (n. 1936).[178]
- Claudio Flores (16), futbolista argentí (n. 1999).[179]
- Juan Carlos Godoy (93), cantor de tangos argentí; complicacions renals (n. 1922).[180]
- Flora Inostroza García (85), pianista i gestora cultural xilena; càncer de pàncrees.[181]
- Sossen Krohg (92), dramaturga i actriu noruega (n. 1923).[182]
- José Luis Monreal (72), jugador i entrenador espanyol de futbol (n. 1943).[183]
- José Ramón Quintana Serur, directiu mexicà d'institució assistencial, director general del Centre de Rehabilitació Infantil Teletón Cancún; càncer.[184]
- Hugo Tassara (91), entrenador xilè de futbol (n. 1924).[185]
- Santiago Villa (39), pilot i comentarista colombià de motociclisme; infart.[186]
- Xymena Zaniewska-Chwedczuk (88), escenògrafa, arquitecta i dissenyadora polonesa (n. 1927).[187]

## 13

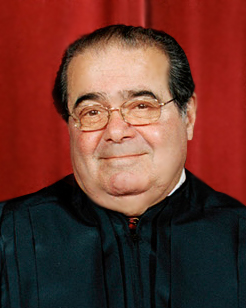
Antonin Scalia.

- Carlos Amador Valdés (75), cantant xilè; cremades (n. 1940).[188]
- Yanush Ben Gal (80), militar israelià (n. 1936).[189]
- Chela Ceballos (50), cantant i acordionista colombiana; càncer ocular (n. 1965).[190]
- Conchita Goyanes (69), actriu espanyola (n. 1946).[191]
- Juan José Iribecampos, empresari espanyol.[192]
- Trifon Ivanov (50), futbolista búlgar; infart de miocardi (n. 1965).[193]
- Luis Domingo Millán (69), pintor espanyol; càncer (n. 1947).[194]
- Rafael Moreno Valle (98), metge, militar i polític mexicà, governador de l'Estat de Puebla entre 1969 i 1972 (n. 1917).[195]
- Giorgio Rossano (76), futbolista italià (n. 1939).[196]
- Slobodan Santrač (69), futbolista i entrenador de futbol serbi (n. 1946).[197]
- Antonin Scalia (79), jurista nord-americà, jutge associat de la Cort Suprema dels Estats Units entre 1986 i 2016 (n. 1936).[198]
- Bořek Šípek (66), arquitecte i dissenyador txec; càncer (n. 1949).[199]
- Membres del grup Viola Beach que van morir en un accident de trànsit:[200]
  - Jack Dakin, músic britànic.
  - Kris Leonard, músic britànic.
  - Tomás Lowe, músic britànic.
  - Río Reeves, músic britànic.
  - Craig Tarry, mànager de la banda.

## 14

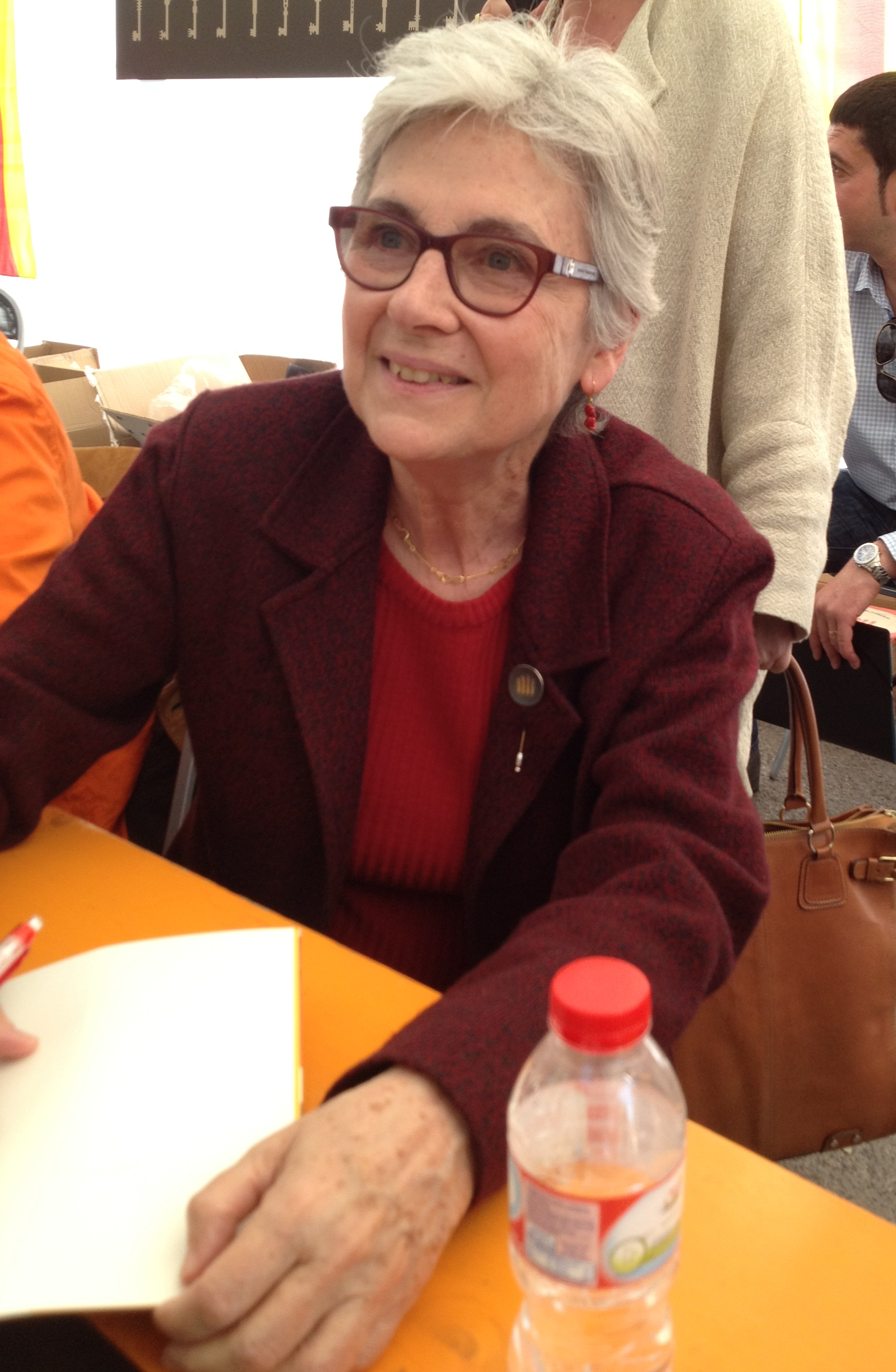
Muriel Casals.

- Roberto Alvídrez Mendoza (79), metge, filantrop i activista social mexicà.[201]
- Peter Bottome (78), empresari veneçolà (n. 1937).[202]
- Ali Brownlee (56), locutor de radi britànic; càncer (n. 1959).[203]
- José Avelino Cabo (69), golfista espanyol (n. 1946).[204]
- Muriel Casals (70), va ser una economista, professora i política francoespanyola (n. 1945).[205]
- Benito Caso Coviella (58), empresari hostaler espanyol.[206]
- Luis Enrique Garita Bonilla (72), economista i acadèmic costa-riqueny, rector de la Universitat de Costa Rica entre 1988 i 1996; atropellament (n. 1944).[207]
- Nikita Kamayev, funcionari esportiu rus; infart.[208]
- Wiesław Rudkowski (69), boxador polonès (n. 1946).[209]
- Horst Wein (74), entrenador alemany d'hoquei (n. 1941).[210]

## 15

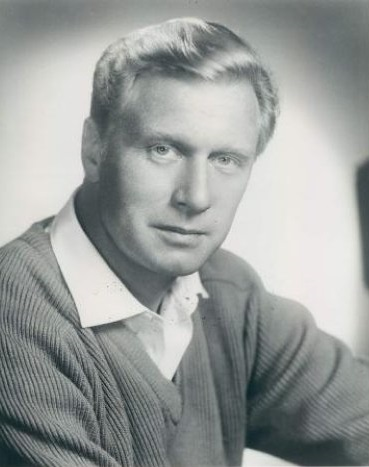
George Gaynes.

- Alcibíades Colón (96), juagdor de beisbol dominicà (n. 1919).[211]
- César Flores (48), àrbitre argentí.[212]
- George Gaynes (98), actor nord-americà d'origen finlandès (n. 1917).[213]
- Fernando González Tirat (86), cronista dominicà de beisbol (n. 1929).[214]
- Ángel Jaraíz, entrenador espanyol de futbol.[215]
- Daigo Kashino (33), actor japonès; ferida d'espasa.[216]
- Hans Posthumus (68), futbolista neerlandès (n. 1947).[217]
- Carlos Quintero Arce (96), sacerdot mexicà, Arquebisbe d'Hermosillo entre 1968 i 1996 (n. 1920).[218]
- Fighton Simukonda (58), futbolista i entrenador de futbol zambià (n. 1958).[219]
- Tony Spina (63), actor argentí (n. 1952).[220]
- Vanity (57), cantant i actriu canadenca; fallada renal (n. 1959).[221]

## 16

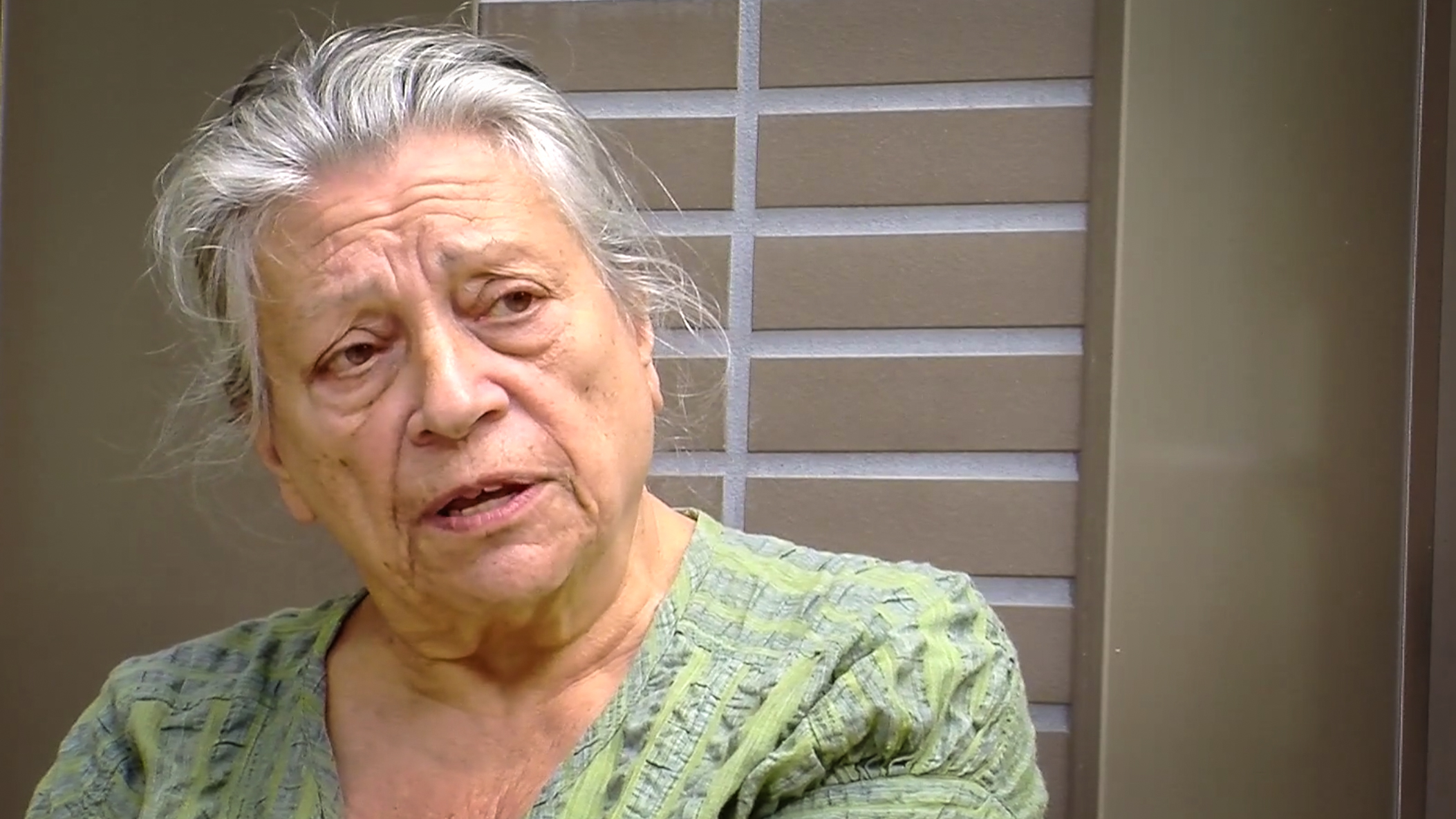
Thérèse Clerc.

Butros Butros-Ghali.

- Diego Barranco (23), decatleta espanyol; càncer (n. 1992).[222]
- Butros Butros-Ghali (93), polític i diplomàtic egipci, Secretari General de les Nacions Unides entre 1992 i 1996 (n. 1922).[223]
- Thérèse Clerc (88) activista francesa (n. 1927).[224]
- Jesús Córdoba (89), torero mexicà d'origen nord-americà; malaltia respiratòria.[225]
- Charles C. Ryrie (90), escriptor i teòleg nord-americà (n. 1925).[226]
- Alberto Mauro Sánchez (46), polític mexicà, alcalde de San José del Progreso entre 2010 i 2013; assassinat.[227]
- Vicente Serna Orts (57), advocat i pintor espanyol; esclerosi lateral amiotròfica.[228]
- Manuel Uribe (62), juagdor de beisbol mexicà.[229]

## 17
- Gelu Barbu (83), ballarí i coreògraf hispano-romanès (n. 1932).[230]
- Pedro Miguel Barreda Marcos (84), escriptor i historiador espanyol (n. 1931).[231]
- Jesús Barrero (57), actor mexicà de doblatge, Seiya de Pegaso; càncer (n. 1958).[232]
- Eduardo Chirinos (55), poeta i escriptor peruà; càncer (n. 1960).[233]
- Fernando Daza Osorio (85), pintor muralista xilè; atac al cor (n. 1930).[234]
- Mohamed Hassanein Heikal (92), periodista egipci (n. 1923).[235]
- Joan Juanico Petrus, empresari i dirigent hoteler espanyol.[236]
- Guillermo Antonio Martínez José (63), educador i dirigent magisterial nicaragüenc.[237]
- Antonio Mestre, enginyer de camins i climatòleg espanyol, cap de climatologia de l'Agència Estatal de Meteorologia.[238]
- José Ricardo Morales (100), escriptor xilè d'origen espanyol (n. 1915).[239]
- Tony Phillips (56), juagdor de beisbol nord-americà; infart (n. 1959).[240]
- Andrzej Żuławski (76), cineasta polonès; càncer (n. 1940).[241]

## 18

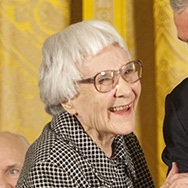
Harper Lee

- Antonio Cacereño Díaz (78), assistent sanitari espanyol (n. 1937).[242]
- Alodia Corral (88), locutora xilena.[243]
- Rosario Ferré (77), escriptora i poetessa porto-riquenya (n. 1938).[244]
- Juan Juanico Petrus, empresari espanyol (n. 1947).[245]
- Harper Lee (89), guionista, música i escriptora nord-americana (n. 1926).[246]
- Juan Daniel Macías Villegas (103), soldat mexicà de la Guerra Cristera (n. 1913).[247]
- Giorgio Tinazzi (81), futbolista italià (n. 1934).[248]

## 19

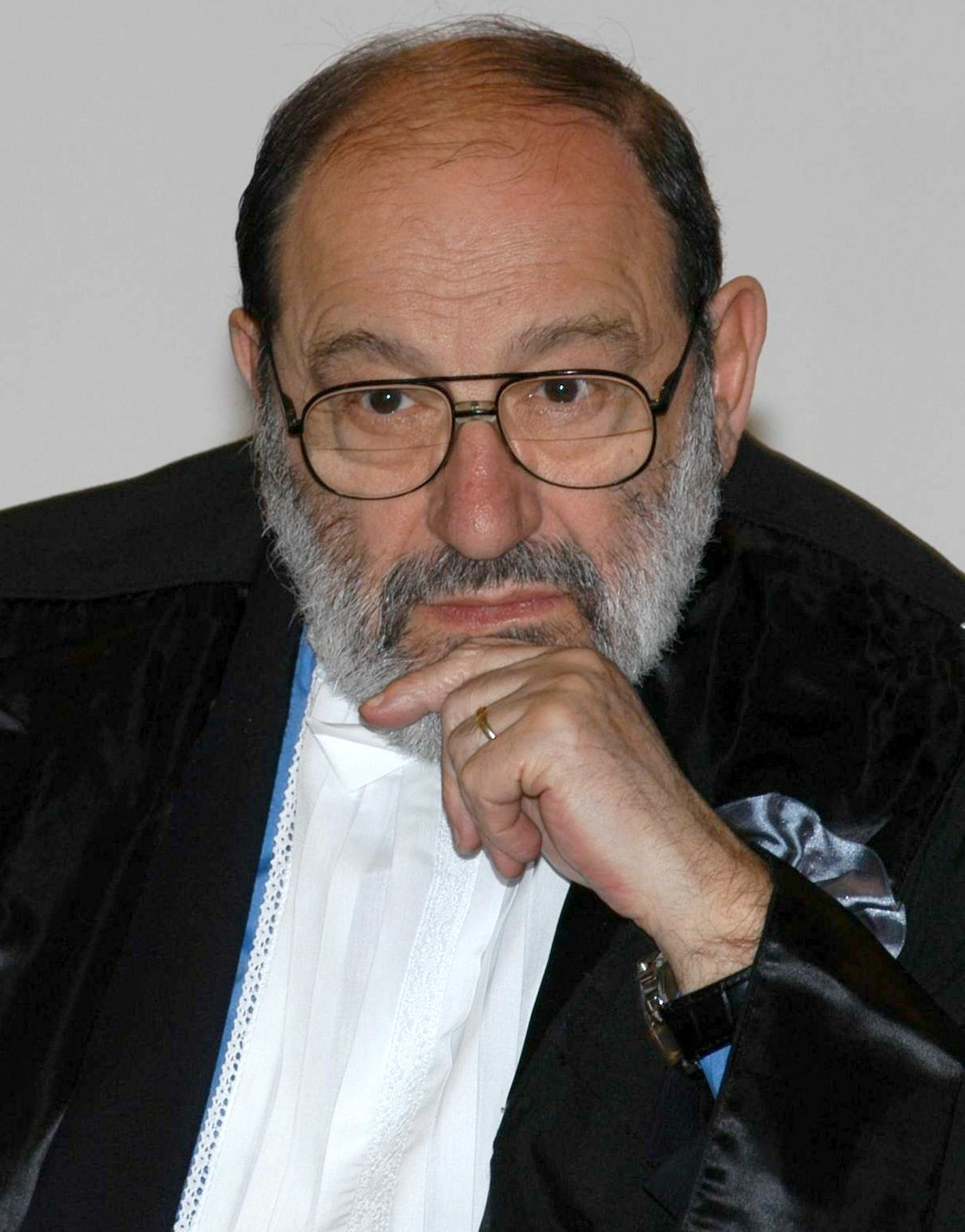
Umberto Eco.

- Tamerlan Aguzarov (52), polític rus, president de la República d'Ossètia del Nord-Alania entre 2015 i 2016; pneumònia (n. 1963).[249]
- José de Jesús Cedrés Hernández (71), empresari espanyol del ram turístic i maderero.[250]
- Iliya Dobrev (74), actor búlgar (n. 1942).[251]
- Umberto Eco (84), escriptor i filòsof italià; càncer (n. 1932).[252]
- Franco Gini (63), entrenador italià de ciclisme; infart.[253]
- Freddie Goodwin (82), futbolista i entrenador de futbol britànic (n. 1933).[254]
- Mutsuo Tahara (72), jutge japonès (n. 1943).[255]
- Mario Barrios Zavala (45), líder ramader mexicà; accident automobilístic.[256]
- Samuel Willenberg (93), escultor i pintor polonès-israelià, últim supervivent del Camp d'extermini de Treblinka (n. 1923).[257]

## 20
- Fernando Cardenal (82), jesuïta, teòleg i polític nicaragüenc, ministre d'Educació entre 1984 i 1990 (n. 1934).[258]
- Moisés Dagdug Lützow (65), empresari i polític mexicà; assassinat (n. 1950).[259]
- Antonio Garcia Gil (83), promotor i benefactor social espanyol.[260]
- Mara González, locutora espanyola de ràdio; càncer.[261]
- Muhamed Mujić (82), futbolista i entrenador de futbol bosnià (n. 1933).[262]
- Oswaldo Muñoz Mariño (92), pintor equatorià (n. 1923).[263]
- Luis Taboada Fernández (67), empresari espanyol del ram de l'automoció; infart.[264]
- Nando Yosu (76), futbolista i entrenador de futbol espanyol (n. 1939).[265]

## 21

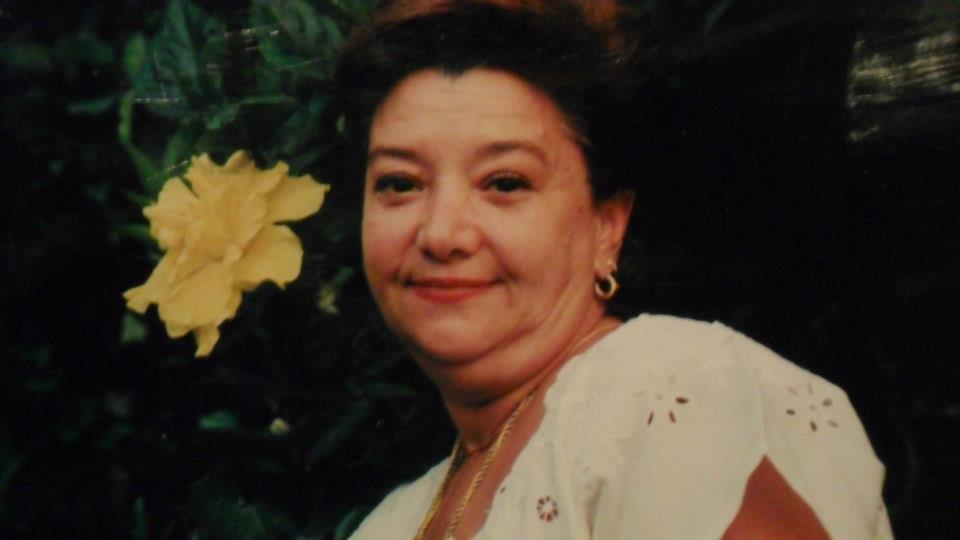
María Luisa Alcalá

- María Luisa Alcalá (72), actriu mexicana (n. 1943).[266]
- Pascal Bentoiu (88), compositor i musicòleg romanès (n. 1927).[267]
- Piotr Grudziński (40), músic polonès, integrant de Riverside (n. 1975).[268]
- Eugenio Martín Rubio (92), meteoròleg espanyol (n. 1923).[269]
- Emilio Rodríguez Almeida (85), arqueòleg i historiador espanyol (n. 1930).[270]
- Alberto Rojas (72), actor mexicà; càncer de bufeta.[271]

## 22
- Cristiana Corsi (39), taekwondista italiana; càncer (n. 1976).[272]
- Manuel Carlos Delgado Peraza (61), dirigent espanyol de caça; càncer de pàncrees.[273]
- Steve Harris (52), jugador de bàsquet nord-americà (n. 1963).[274]
- Silvio Herasme Peña (76), periodista dominicà; infart.[275]
- Cecilia Hernández Ríos, política mexicana, presidenta municipal de Tehuitzingo entre 1993 i 1996; afecció cardíaca.[276]
- Cara McCollum (24), model, presentadora i periodista nord-ameriana; accident de trànsit (n. 1992).[277]
- Douglas Slocombe (103), director de fotografia britànic (n. 1913).[278]

## 23
- Fausto Ayala Cano, funcionari públic mexicà, gerent i veu oficial del teatre del Centre Cultural Tijuana.[279]
- Ramón Castro Ruz (91), enginyer agrònom i polític cubà, germà de Fidel i Raúl (n. 1924).[280]
- Leopoldo Fernández (70), ballarí, dramaturg, director escènic, actor i llibretista cubà; atac cardíac.[281]
- Luis Alberto Machado (84), advocat, escriptor i polític veneçolà (n. 1932).[282]
- Carmen Maldonado (52), actriu mexicana; atur cardiorespiratori.[283]
- Vladímir Pokonin (61), futbolista rus (n. 1954).[284]
- Rey Caney (89), guitarrista, cantant i treser cubà (n. 1926).[285]
- Donald E. Williams (74), astronauta nord-americà (n. 1942).[286]

## 24
- Armando Arancibia (75), advocat i polític xilè (n. 1941).[287]
- Carlos Cámara (82), actor mexicà d'origen dominicà; infart (n. 1934).[288]
- Eddie Einhorn (80), empresari nord-americà (n. 1936).[289]
- Stefania Dubrovina (17), model russa; assassinada.[290]
- Rafael Iriondo (97), futbolista i entrenador de futbol espanyol (n. 1918).[291]
- Manuel Jambrina Gómez (82), polític espanyol, alcalde de Villalba de la Lampreana entre 1977 i 1999.[292]
- Peter Kenilorea (72), polític de les Illes Salomó, primer ministre entre 1978 i 1981, i entre 1984 i 1986 (n. 1943).[293]
- Jim McFadzean (78), futbolista escocès (n. 1938).[294]
- Georges Nichopoulos (88), metge nord-americà de celebritats.[295]
- Jesús Valera Rodríguez, enginyer naval espanyol; càncer de gola (n. 1949).[296]
- Peter van der Merwe (74), futbolista neerlandès (n. 1942).[297]

## 25

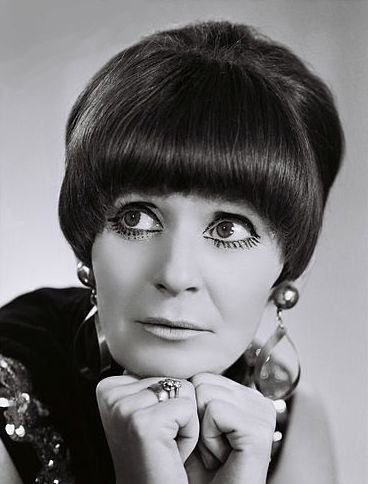
Irén Psota

- Ángel Baldayo (70), pirotècnic espanyol.[298]
- Tony Burton (78), actor nord-americà (n. 1937).[299]
- François Dupeyron (65), cineasta francès.[300]
- Rodrigo Faini, animador xilè.[301]
- Manuel Jiménez Sotoca (71), futbolista i empresari espanyol.[302]
- Irén Psota (86), actriu hongaresa (n. 1929).[303]
- Otto-Werner Mueller (89), director d'orquestra i pedagog alemany; malaltia de Parkinson (n. 1926).[304]
- Venancio Queupumil Cabrera, metge i activista social mexicà d'origen xilè; assassinat.[305]
- Emilio Mario Rodríguez González (60), directiu espanyol de ciclisme.[306]
- Iñigo Salvidea (63), pilotari i executiu espanyol, gerent d'Asegarce entre 1992 i 2016; càncer.[307]
- William Schaap (75), advocat, escriptor i editor nord-americà (n. 1940).[308]

## 26
- Andy Bathgate (83), jugador canadenc d'hoquei sobre gel (n. 1932).[309]
- Vicent Beltrán, activista espanyol, president del Grup d'Acció Valencianista; vessament cerebral.[310]
- Ramon Bravo (88), actor espanyol de radioteatro.[311]
- Tomás Cortés, advocat i polític espanyol, president de la Diputació de Burgos entre 1983 i 1987.[312]
- Armando Fernández-Xesta (73), periodista espanyol (n. 1943).[313]
- Eduardo García Vergara (70), futbolista uruguaià nacionalitzat equatorià; aturada cardíaca (n. 1945).[314]
- Do Getty (82), polític canadenc, Premier d'Alberta entre 1985 i 1992; insuficiència cardíaca (n. 1933).[315]
- José Antonio Lasheras (59), autor espanyol, director del Museu d'Altamira des de 1991; accident de trànsit (n. 1956).[316]
- Mario Poggi Estremadoyro (72), celebritat i psicòleg peruà; aturada cardíaca (n. 1943).[317]
- Demetrio Santos Santos (91), astròleg espanyol (n. 1924).[318]
- Alberto Vidiella Tudores (82), empresari espanyol, president de la societat Port Banús entre 1984 i 2016.[319]

## 27
- Freddy Donoso Bleichner (64), periodista bolivià.[320]
- Francisco Kraus Trujillo (89), baríton espanyol (n. 1926).[321]
- Patricio Meneses Ampuero (38), pilot xilè de motociclisme; accident en competència.[322]
- Luis Rodríguez Míguez (84), metge, acadèmic i escriptor espanyol (n. 1932).[323]
- Germán Ruíz (67), dirigent camperol paraguaià; complicació quirúrgica coronària.[324]
- Farayolá Salahshur (63), cineasta iranià; càncer de pulmó (n. 1952).[325]

## 28

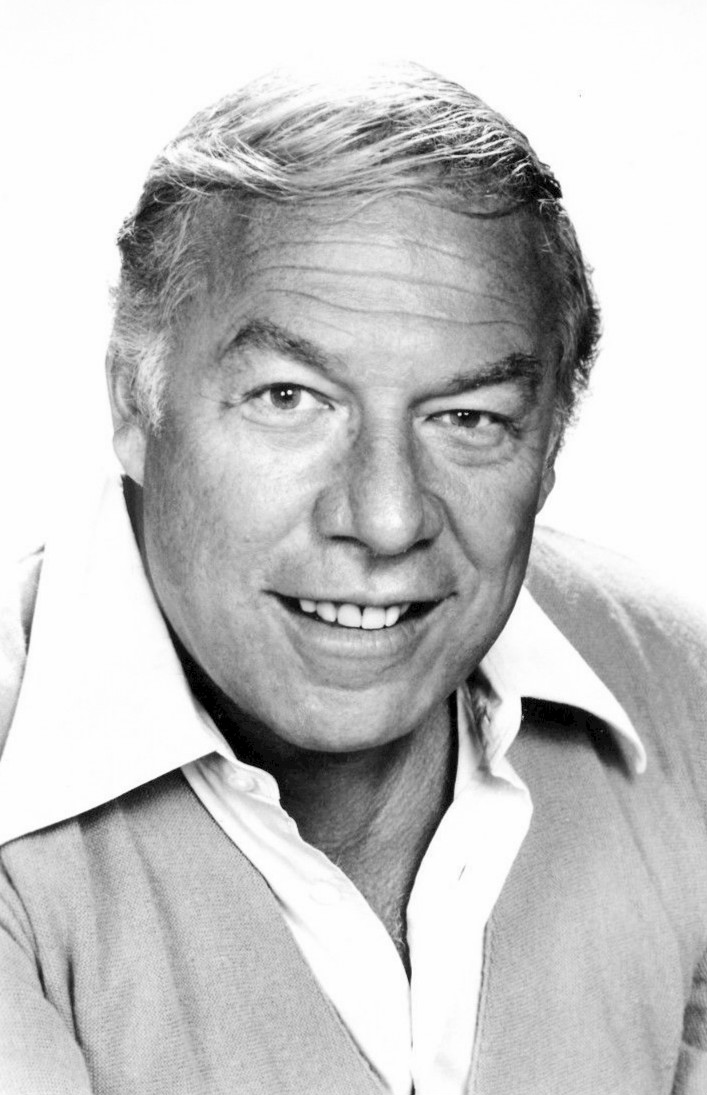
George Kennedy.

- Pepe Alcaraz (67), executiu espanyol de futbol.[326]
- Delmer Berg (100), militar nord-americà, integrant de la Brigada Lincoln que va combatre en la Guerra Civil Espanyola (n. 1915).[327]
- Moisés Blanchoud (92), sacerdot argentí, arquebisbe de Salta entre 1984 i 1999 (n. 1923).[328]
- Frank Kelly (77), actor irlandès (n. 1938).[329]
- George Kennedy (91), actor nord-americà (n. 1925).[330]
- Roger Ortegón García (62), polític mexicà; aturada cardíaca.[331]
- Raúl Sánchez Soya (82), futbolista xilè (n. 1933).[332]

## 29
- Paco Araujo, directiu espanyol de bàsquet, president del club Celta Bosco entre 2001 i 2016.[333]
- Antonio Arellano, pilot mexicà de motociclisme; accident en competència.[334]
- Consuelo Colomer Francés (85), pianista espanyola.[335]
- Elsa Expósito (70), periodista dominicana; aturada cardíaca.[336]
- Hannes Löhr (73), futbolista i entrenador de futbol alemany (n. 1942).[337]
- Guillermo Martínez Güitrón (92), empresari mexicà (n. 1923).[338]
- Alan Conrado Mayer Ramírez (19), futbolista mexicà; accident automobilístic.[339]
- José Parra Martínez (90), futbolista espanyol (n. 1925).[340]
- Vicente Puppio, advocat i acadèmic veneçolà; accident amb motocicleta.[341]
- Lee Reherman (49), actor nord-americà (n. 1966).[342]
- Juan Torres Aucejo (85), jugador i directiu espanyol d'handbol.[343]